# Conus arenatus
Conus arenatus é uma espécie de gastrópode do gênero Conus, pertencente à família Conidae.

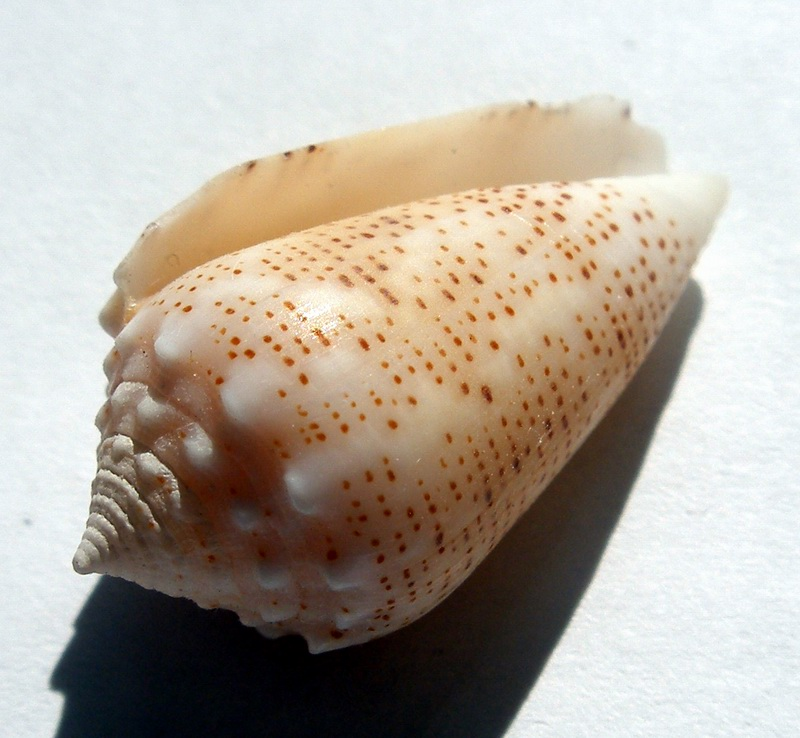
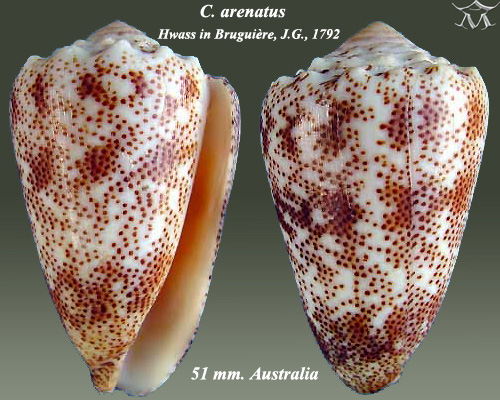
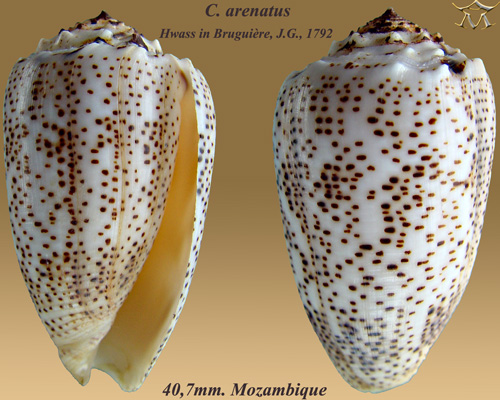
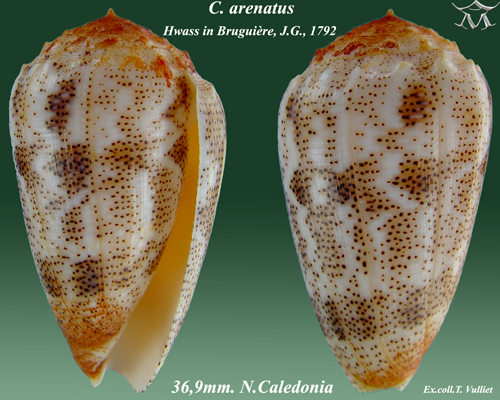